# Hans-Werner Ahrens
Hans-Werner Ahrens (* 24. Juni 1948 in Boizenburg/Elbe) ist ein ehemaliger deutscher Generalmajor der Luftwaffe und war von 2005 bis 2010 der letzte Kommandeur des Lufttransportkommandos (LTKdo) in Münster.

## Leben
Hans-Werner Ahrens trat 1967 in die Luftwaffe ein und absolvierte bis 1973 zunächst seine Offizierausbildung und im Anschluss daran die Ausbildung zum Transportflugzeugführer an der Verkehrsfliegerschule der Lufthansa in Bremen. Danach wurde er zum Lufttransportgeschwader 63 nach Hohn bei Rendsburg versetzt.
Von 1979 bis 1981 nahm er am 24. Generalstabslehrgang an der Führungsakademie der Bundeswehr in Hamburg teil und wurde danach A3-Generalstabsoffizier der Fachgruppe Führungslehre an der Akademie. 1984 übernahm er als Staffelkapitän die Ausbildungsstaffel des Lufttransportgeschwaders 62 in Wunstorf bei Hannover. Schon 1985 wechselte er nach Münster ins Lufttransportkommando als Dezernatsleiter des Dezernats A3b. 1987 ging Ahrens in den Führungsstab der Luftwaffe im Bundesverteidigungsministerium in Bonn, von 1989 bis 1993 dann nach Brunssum in den Niederlanden als Persönlicher Stabsoffizier beim dortigen Allied Joint Force Command unter den deutschen Generälen Hans-Henning von Sandrart und Henning von Ondarza.
Von 1993 bis 1995 leitete Ahrens als Kommodore das Lufttransportgeschwader 62, das während dieser Zeit in die Luftbrücke ins bosnische Sarajevo eingebunden war. Im Anschluss wurde er Leiter des Verbindungskommandos zwischen Luftwaffe und dem Heeresführungskommando in Koblenz. Während der Zeit in Koblenz war er zudem zeitweise Chef des Stabes des Deutschen Militärischen Vertreters beim Hauptquartier IFOR/SFOR in Sarajevo.

### Dienst im Generalsrang
Von 1997 bis 2005 war Ahrens mit Unterbrechungen im Vereinigten Königreich eingesetzt, zunächst als Verbindungsoffizier beim Permanent Joint Headquarters in Northwood, ab 2002 als Militärattaché in London. In dieser Zeit wurde er zum Brigadegeneral befördert. Von 2000 bis 2002 war er Referatsleiter im Verteidigungsministerium. Nach seiner Rückkehr wurde Ahrens am 1. Juni 2005 zum Kommandeur des Lufttransportkommandos ernannt. Er hatte diesen Posten bis zur Auflösung des Kommandos am 30. Juni 2010 inne und wurde danach in den Ruhestand verabschiedet. Von Februar bis August 2006 war Ahrens zusätzlich als stellvertretender Kommandeur (Deputy Commander, DCOM) der International Security Assistance Force (ISAF) in Afghanistan eingesetzt.